# ای‌اس راک
ای‌اس راک (انگلیسی: ASRock) شرکت سخت‌افزار تایوانی است، که در سال ۲۰۰۲ توسط شرکت‌های ایسوس و پگاترون تأسیس شد.